# Norm Maciver
Norman Steven Maciver (né le 8 septembre 1964 à Thunder Bay, dans la province de l'Ontario, au Canada) est un joueur professionnel canadien de hockey sur glace qui évoluait au poste de défenseur et qui est devenu dirigeant de hockey sur glace.

## Biographie
Maciver joue quatre saisons avec les Bulldogs de Minnesota-Duluth dans la NCAA. Lors de ses deux dernières saisons, en 1985 et 1986, il est sélectionné dans la première équipe d'étoiles de la WCHA et la première équipe All-American de la NCAA Ouest.
À l'issue de ses études, et alors qu'il n'a jamais repêché par une équipe de la LNH, il signe comme agent libre avec les Rangers de New York le 8 septembre 1986. En 1991, il remporte le trophée Eddie-Shore du meilleur défenseur de la LAH. Il prend sa retraite de joueur en 1999 après treize saisons professionnelles au cours desquelles il joue plus de 500 matchs dans la LNH, y marquant 55 buts et 230 passes pour 285 points.
Il reste dans le monde du hockey et devient entraîneur-adjoint des Falcons de Springfield dans la LAH de 2000 à 2003 puis des Bruins de Boston dans la LNH de 2003 à 2006. Il devient ensuite membre de l'organisation des Blackhawks de Chicago où il est nommé adjoint au directeur général en 2012 en remplacement de Marc Bergevin. À ce titre, il remporte la Coupe Stanley en 2013 et voit son nom inscrit sur le trophée.
Marié à Lisa, il a cinq enfants : un fils Steven, et quatre filles Danielle, Jordan, Jenna et Brooke.

## Statistiques
| Saison    | Équipe                       | Ligue  |     | Saison régulière | Saison régulière | Saison régulière | Saison régulière | Saison régulière |   | Séries éliminatoires | Séries éliminatoires | Séries éliminatoires | Séries éliminatoires | Séries éliminatoires |
| Saison    | Équipe                       | Ligue  | PJ  | B                | A                | Pts              | Pun              | PJ               | B | A                    | Pts                  | Pun                  |                      |                      |
| 1982-1983 | Bulldogs de Minnesota-Duluth | WCHA   | 45  | 1                | 26               | 27               | 40               | 6                | 0 | 2                    | 2                    | 2                    |                      |                      |
| 1983-1984 | Bulldogs de Minnesota-Duluth | WCHA   | 31  | 13               | 28               | 41               | 28               | 8                | 1 | 10                   | 11                   | 8                    |                      |                      |
| 1984-1985 | Bulldogs de Minnesota-Duluth | WCHA   | 47  | 14               | 47               | 61               | 63               | 10               | 3 | 3                    | 6                    | 6                    |                      |                      |
| 1985-1986 | Bulldogs de Minnesota-Duluth | WCHA   | 42  | 11               | 51               | 62               | 36               | 4                | 2 | 3                    | 5                    | 2                    |                      |                      |
| 1986-1987 | Rangers de New York          | LNH    | 3   | 0                | 1                | 1                | 0                |                  |   |                      |                      |                      |                      |                      |
| 1986-1987 | Nighthawks de New Haven      | LAH    | 71  | 6                | 30               | 36               | 73               | 7                | 0 | 0                    | 0                    | 9                    |                      |                      |
| 1987-1988 | Rangers de New York          | LNH    | 37  | 9                | 15               | 24               | 14               |                  |   |                      |                      |                      |                      |                      |
| 1987-1988 | Rangers du Colorado          | LIH    | 27  | 6                | 20               | 26               | 22               |                  |   |                      |                      |                      |                      |                      |
| 1988-1989 | Rangers de New York          | LNH    | 26  | 0                | 10               | 10               | 14               |                  |   |                      |                      |                      |                      |                      |
| 1988-1989 | Whalers de Hartford          | LNH    | 37  | 1                | 22               | 23               | 24               | 1                | 0 | 0                    | 0                    | 2                    |                      |                      |
| 1989-1990 | Whalers de Binghamton        | LAH    | 2   | 0                | 0                | 0                | 0                |                  |   |                      |                      |                      |                      |                      |
| 1989-1990 | Oilers d'Edmonton            | LNH    | 1   | 0                | 0                | 0                | 0                |                  |   |                      |                      |                      |                      |                      |
| 1989-1990 | Oilers du Cap-Breton         | LAH    | 68  | 13               | 37               | 50               | 55               | 6                | 0 | 7                    | 7                    | 10                   |                      |                      |
| 1990-1991 | Oilers d'Edmonton            | LNH    | 21  | 2                | 5                | 7                | 14               | 18               | 0 | 4                    | 4                    | 8                    |                      |                      |
| 1990-1991 | Oilers du Cap-Breton         | LAH    | 56  | 13               | 46               | 59               | 60               |                  |   |                      |                      |                      |                      |                      |
| 1991-1992 | Oilers d'Edmonton            | LNH    | 57  | 6                | 34               | 40               | 38               | 13               | 1 | 2                    | 3                    | 10                   |                      |                      |
| 1992-1993 | Sénateurs d'Ottawa           | LNH    | 80  | 17               | 46               | 63               | 84               |                  |   |                      |                      |                      |                      |                      |
| 1993-1994 | Sénateurs d'Ottawa           | LNH    | 53  | 3                | 20               | 23               | 26               |                  |   |                      |                      |                      |                      |                      |
| 1994-1995 | Sénateurs d'Ottawa           | LNH    | 28  | 4                | 7                | 11               | 10               |                  |   |                      |                      |                      |                      |                      |
| 1994-1995 | Penguins de Pittsburgh       | LNH    | 13  | 0                | 9                | 9                | 6                | 12               | 1 | 4                    | 5                    | 8                    |                      |                      |
| 1995-1996 | Penguins de Pittsburgh       | LNH    | 32  | 2                | 21               | 23               | 32               |                  |   |                      |                      |                      |                      |                      |
| 1995-1996 | Jets de Winnipeg             | LNH    | 39  | 5                | 25               | 30               | 26               | 6                | 1 | 0                    | 1                    | 2                    |                      |                      |
| 1996-1997 | Coyotes de Phoenix           | LNH    | 32  | 4                | 9                | 13               | 24               |                  |   |                      |                      |                      |                      |                      |
| 1997-1998 | Coyotes de Phoenix           | LNH    | 41  | 2                | 6                | 8                | 38               | 6                | 0 | 1                    | 1                    | 2                    |                      |                      |
| 1998-1999 | Aeros de Houston             | LIH    | 49  | 6                | 25               | 31               | 48               | 10               | 0 | 5                    | 5                    | 14                   |                      |                      |
| Totaux    | Totaux                       | Totaux | 500 | 55               | 230              | 285              | 350              | 56               | 3 | 11                   | 14                   | 32                   |                      |                      |

## Trophées et honneurs
- Première équipe d'étoiles de la WCHA : 1985 et 1986 ;
- Première équipe All-American de la NCAA Ouest : 1985 et 1986 ;
- Première équipe d'étoiles de la LAH : 1991 ;
- Trophée Eddie-Shore : 1991.